# León X
León X, de nombre secular Giovanni di Lorenzo de' Medici (Florencia, 11 de diciembre de 1475-Roma, 1 de diciembre de 1521), fue el 217.o papa de la Iglesia católica entre 1513 y 1521.

## Familia y primeros años
Nacido en Florencia el 11 de diciembre de 1475, fue el segundo hijo varón de Lorenzo el Magnífico, de la familia de los Médici, y de Clarice Orsini, de la Casa de Orsini.  Tuvo seis hermanos: Lucrezia, Piero, Maddalena, Luigia, Contessina y Giuliano.
Educado en la corte florentina bajo la tutela de Angelo Poliziano (que le consideraba un alumno ejemplar), Bernardo Michelozzi, Urbano Valeriano, Demetrio Calcocondilas, Gregorio da Spoleto, Marsilio Ficino o Bernardo Dovizi, también pasó desde 1489 a 1491 en la Universidad de Pisa, instruyéndose en teología y derecho canónico.
Su padre, gobernante de la República de Florencia, movió sus influencias para que el hijo hiciese una rápida carrera eclesiástica: a los siete años de edad recibió la tonsura, a los ocho la administración de la abadía de Font-Douce por concesión del rey Luis XI de Francia, a los nueve fue nombrado protonotario apostólico por Sixto IV, y tres años después abad de Montecasino. 
Con tan solo trece años, Inocencio VIII, que era consuegro de Lorenzo de Médici, le creó cardenal diácono de Santa María en Domnica en el consistorio celebrado en 1489, aunque dada su corta edad se le puso como condición no recibir todavía las insignias cardenalicias.

## Cardenal
El 9 de marzo de 1492, en Fiesole, fue investido con las insignias de cardenal y el 22 de marzo entró en Roma.  Su padre le envió una impresionante carta de consejos, en la que le hablaba de ciertas reglas de conducta y le aconsejaba que fuera honorable, virtuoso y ejemplar, más aún puesto que en ese tiempo el colegio de cardenales era deficiente en esas buenas cualidades.
El mes siguiente se trasladó a Florencia por la muerte de su padre.  El papa le nombró legado en Florencia y Toscana.  Tras la muerte de Inocencio VIII, el cónclave de 1492 resultó en la elevación de Alejandro VI, con quien no tuvo buenas relaciones.  Giovanni permaneció en su legación de Florencia junto a su hermano Piero, que tenía el gobierno de la república, hasta que en 1494 el rey Carlos VIII de Francia metió sus tropas en Italia de camino a la conquista del Reino de Nápoles; a su paso por Florencia, Piero cedió a los franceses varias fortalezas, lo que motivó un levantamiento popular alentado por Girolamo Savonarola que terminó con la expulsión de los Médici.  Para evitar que le reconocieran, Giovanni abandonó la ciudad disfrazado de fraile franciscano.

## Exilio
Mal acogidos en Bolonia por Giovanni II Bentivoglio, Piero salió hacia Venecia, mientras Giovanni partió a Pitigliano y de allí a Città di Castello bajo la protección de los Vitelli.  
Durante los años siguientes, los tres hermanos Médici intentaron recuperar el gobierno de Florencia.  En 1495 encargaron a Virginio Orsini una condotta para recuperar la ciudad por la fuerza, pero cuando las tropas ya estaban formadas Orsini cambió de planes, se puso al servicio del rey de Francia y se dirigió a Nápoles, donde cayó prisionero y murió.  Por segunda vez lo intentaron conjurándose con sus partidarios en la ciudad, que debían franquearles las puertas para que la ocupara un ejército dirigido por Bartolomeo d'Alviano, pero una fuerte tormenta retrasó su marcha, y cuando llegaron frente a las murallas de Florencia ya los florentinos estaban apercibidos de su llegada y reforzados por los hombres de Paolo Vitelli, que había llegado casualmente la noche anterior, y debieron retirarse.  
La tercera vez pidieron ayuda a la República de Venecia, que envió un ejército al mando del duque de Urbino y de Astorre Baglioni que se unió al de D'Alviano y Carlo Orsini; para entonces los florentinos contaban con el apoyo militar del duque de Milán Ludovico Sforza, y entre las tropas de este y las de Paolo Vitelli hostigaron a las venecianas hasta que los hermanos Médici y los comisarios de su ejército desertaron, dejando solos a los soldados que hubieron de rendirse.
En 1499 Giovanni abandonó Italia para iniciar un viaje por Europa.  De incógnito, acompañado por un grupo de unas doce personas entre las que se encontraba su primo Giulio, cruzaron Venecia, entraron en Alemania, donde el emperador Maximiliano I le dio salvoconducto y pasaron por Flandes; en Francia fueron detenidos en Rouen, sospechosos hasta que por cartas de Piero desde Milán pudieron continuar; tras desechar la idea de pasar a Inglaterra, en Marsella se embarcaron hacia la costa italiana, siguieron hacia Savona, donde se entrevistaron con Giuliano della Rovere, también exiliado de Roma por su enemistad con Alejandro VI, y en Génova se hospedaron en la casa de su hermana Maddalena.

## Regreso a Roma
En mayo de 1500 Giovanni regresó a Roma, donde fue recibido por el papa Alejandro VI con una cordialidad no exenta de sospechas, y donde vivió durante varios años inmerso en el arte y la literatura en su residencia, el Palazzo Madama.
Participó como legado del papa Julio II en la Batalla de Rávena en 1512 y fue hecho prisionero, pero finalmente logró escapar antes de ser llevado a Francia.
Julio II se dio cuenta de que para impedir a los franceses en Italia tenía que obstaculizar a uno de sus principales aliados, a saber, la república de Florencia, y favorecer el surgimiento de los Médici, que se habían visto obligados a huir de la ciudad después del señorío de Pedro II de Médici. 
De ahí la entrega de algunas tropas bajo el mando de Ramón Folch de Cardona-Anglesola al cardenal de Médici. Entraron en Toscana y asediaron la ciudad de Prato. Su capitulación siguió a una trágica devastación que duró 21 días. El episodio es trágicamente conocido como Il sacco di Prato. Temiendo que al saqueo de Prato pudiera seguir el saqueo de Florencia, el gobierno florentino se rindió voluntariamente a la facción Medici y así los Médici pudieron recuperar el control de Florencia (14 de septiembre de 1512), encargándose el cardenal Giovanni del gobierno de la república.

## Consideraciones políticas, religiosas y artísticas

### Ascenso al trono papal
En 1513, ante la muerte de Julio II, todo indicaba que el siguiente papa sería el cardenal húngaro Tomás Bakócz, quien había mantenido una política activa y fructífera ante la situación crítica contra Venecia, convirtiéndose en gran aliado de los Habsburgo. De esta manera, Bakócz se trasladó a Roma para el cónclave, con la manifiesta intención de ser elegido. Fue recibido con una verdadera pompa principesca; sin embargo, tanto Venecia como el emperador Maximiliano I de Habsburgo le traicionaron y pronto fue elegido en su lugar Giovanni di Medici, el hijo de Lorenzo el Magnífico, adoptando el nombre de León X. En las celebraciones subsiguientes a su proclamación gastó 100 000 ducados del tesoro papal —casi la cuarta parte del mismo—, y a los pocos meses las arcas estaban casi vacías, teniendo que recurrir a las casas de crédito italianas para conseguir empréstitos a un tipo de interés de hasta el 40 %.
Elevado al pontificado León X dejó el gobierno de Florencia en manos de su sobrino Lorenzo II de Médici (hijo de Pedro II de Médici) y elevó al cargo de capitán general de la Iglesia a su hermano Juliano II de Médicis.

### Perspectiva política
León X como italiano y como pontífice se esforzó para impedir la invasión francesa de la península italiana; sin embargo el nuevo rey Francisco I de Francia resultó vencedor de la Batalla de Marignano que permitía a los franceses reconquistar el ducado de Milán. Temeroso León X de que la victoria francesa hiciera peligrar su posición en Roma, ideó entrevistarse con el rey francés en la ciudad de Bolonia. Las relaciones entre la Santa Sede y Francia quedaron reguladas por el Concordato de Bolonia de 1516, que supuso el fin del galicanismo (independencia de la Iglesia en Francia respecto del papa y, en cambio, sujeción a la autoridad del Estado) que implicaba la Pragmática Sanción de Bourges; el rey recibió el poder de nombrar obispos y otros altos cargos, comprometiéndose el papa a validar sus nombramientos.
León X había ideado realizar una cruzada con las potencias cristianas europeas contra el Imperio otomano de Selim I. Sin embargo sus exhortaciones fueron ignoradas por los monarcas de Europa. En 1521 el nuevo sultán otomano Solimán el Magnífico emprendió la conquista del Reino de Hungría. León X enviaría en auxilio de Hungría fuertes sumas de dinero. El 28 de agosto de 1521 la ciudad de Belgrado cayó bajo el poder otomano.
En marzo de 1516 León X organizó un golpe de Estado para deponer a Borghese Petrucci, hijo del difunto Pandolfo Petrucci, de su gobierno en la República de Siena, e instaló en su lugar a Raffaello Petrucci.
En abril de 1517 se descubrió un supuesto complot para envenenar al papa León X, siendo apresado en Sant'Angelo el joven cardenal Alfonso Petrucci, que delató a otros cuatro purpurados que habrían estado involucrados en la conjura: Bandinello Sauli, Francesco Soderini, Adriano Castellesi y el camarlengo y decano del Colegio Cardenalicio Raffaele Riario.  Solo Petrucci, su secretario Marco Antonio Nini y el médico Giovanni Battista da Vercelli fueron ejecutados, mientras que los demás cardenales quedaron libres pagando elevadas multas y perdiendo sus privilegios y propiedades. León X cerró esta crisis el 1 de julio con la gran proclamación de 31 nuevos cardenales, algo inédito hasta entonces, que le otorgó el control del Colegio y de la Curia.
En 1519 la muerte de Maximiliano I dejaba vacante el trono del Sacro Imperio Romano Germánico. León X permaneció indeciso sobre a quién de los dos candidatos, Francisco I de Francia o Carlos I de España, prestar el apoyo que ambos le solicitaban. Recelaba de los dos y de su poder acumulado si unían a los cetros de sus respectivas naciones el imperial; finalmente se decantó por el francés, pero pronto rectificó pues, cuando tuvo que admitir como irremediable que sería el español el designado, tomó partido por el presunto ganador.
León X, enojado contra el rey Francisco I de Francia por sus excesivas peticiones y amenazas, abusó de los diezmos concedidos y sus violaciones al Concordato de Bolonia y a la posesión de las ciudades pontificias de Parma y Plasencia condujeron a aliarse con el rey Carlos I de España (ahora también emperador Carlos V del Sacro Imperio Romano Germánico) en 1521 para expulsar a los franceses de Italia. Las tropas coaligadas expulsaron del ducado de Milán a los franceses e impusieron a Francisco II Sforza como nuevo duque y conquistaban las ciudades de Parma y Plasencia que se anexionaban a los Estados Pontificios.

### Perspectiva religiosa

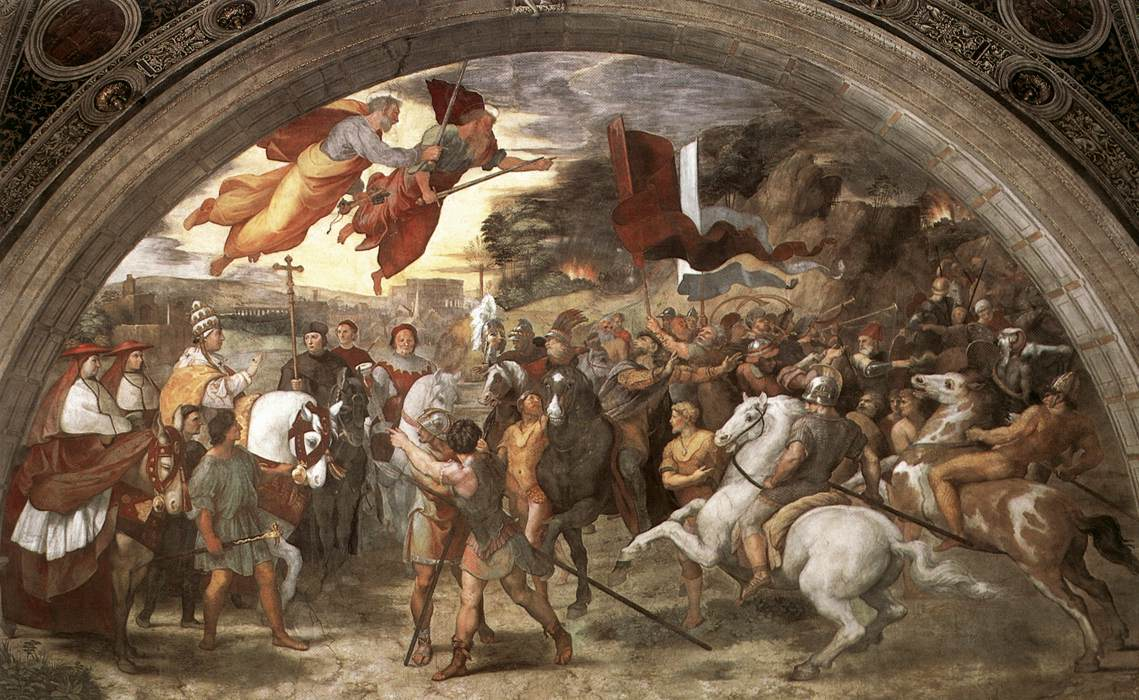
Encuentro de León Magno con Atila.

Desde la perspectiva religiosa, León X contó en su pontificado con la conclusión del V Concilio de Letrán en 1517, concilio que se pronunció favorablemente al concordato con Francia y promovió el establecimiento de un sistema de censura para los libros.

### Perspectiva artística

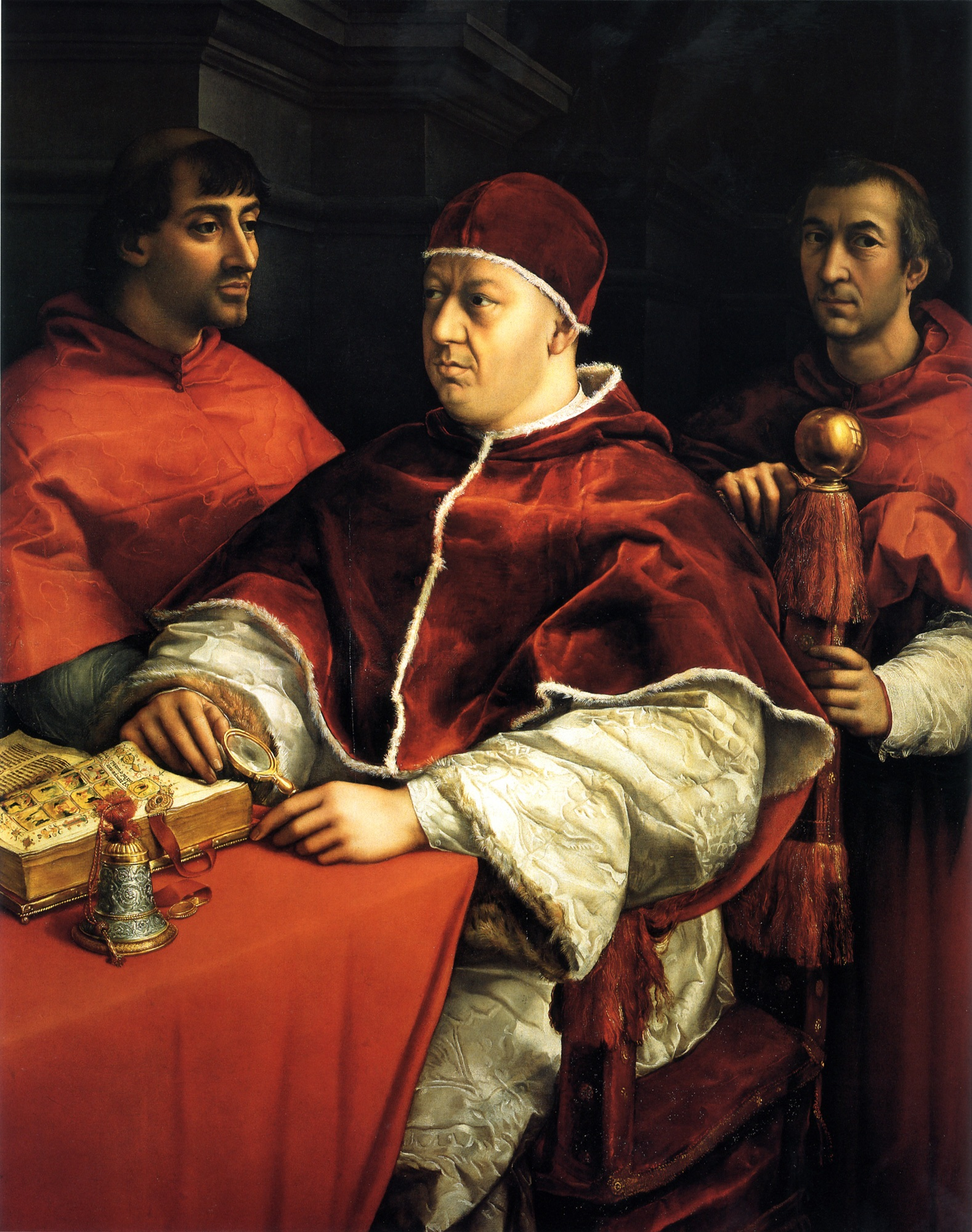
León X y dos cardenales, de Rafael (1518-1519)

León X tuvo una formación erudita y artística acorde con la tradición Médici, de manera que se puede hablar de un importante papel de mecenazgo de las artes; gastando fuertes sumas de dinero en proyectos llevados a cabo por maestros como Rafael y Bramante.

### Aspectos controvertidos

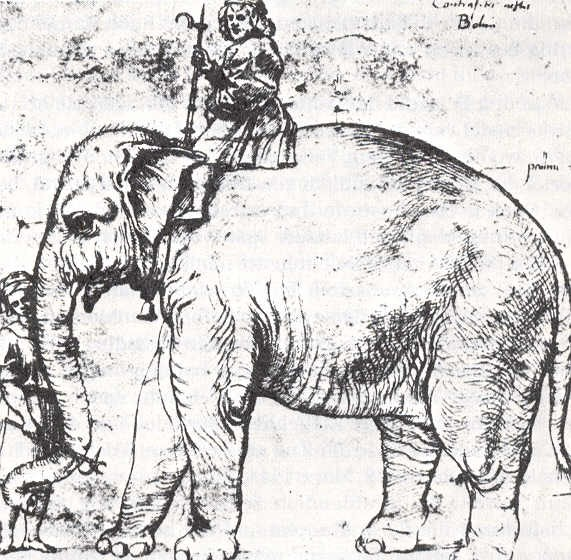
El elefante Hanno según dibujo atribuido a Rafael Sanzio o a Giulio Romano; alrededor de 1514.

Como florentino que era y como Médici (hijo de Lorenzo el Magnífico) fue un hombre educado en los refinamientos de la cultura renacentista. El nuevo papa era un diletante voluptuoso y hedonista, amante de los placeres de la carne, de la música, de la literatura, del teatro y de la pintura. Le encantaba dar banquetes y entretenimientos caros, acompañados de fiestas y reuniones, y a pesar de su indolencia sentía una fuerte pasión por la caza y los animales exóticos: el rey Manuel I de Portugal le regaló como motivo de su coronación papal un elefante blanco llamado Hanno.
El patrocinio que dispensó a las artes y a las letras y a cuantos descollaban en unas y otras le llevó a rodearse de eruditos y poetas: Bernardo Dovizi da Bibbiena, Pietro Bembo y Giulio Sadoleto. Precisamente Pico della Mirandola (1463-1494), contemporáneo suyo, atribuye a una carta de este papa al cardenal Pietro Bembo la siguiente cita: «Quantum nobis notrisqüe qüe ea de Christo fábula profuérit, satis est ómnibus séculis notum...», «Desde tiempos inmemoriales es sabido cuán provechosa nos ha resultado esta fábula de Jesucristo». Dicha cita fue testimoniada, asimismo, en el siglo XVI por el historiador y obispo de Ossory John Bale, refiriéndose a la respuesta dada por León X a un cardenal llamado Bembo. Sin embargo, en la actualidad no existe documento alguno que pueda testificar esta supuesta frase de León X. Es más, resulta imposible que Pico della Mirandola viese la supuesta carta[cita requerida] ya que murió en 1494, mientras León X fue elegido Papa en 1513 cuando della Mirandola llevaba 19 años fallecido. Por otra parte, Pietro Bembo fue nombrado cardenal el 13 de agosto de 1535 cuando León X y della Mirandola llevaban 14 y 41 años muertos respectivamente.
También dijo: «Poiché Dio ci ha dato il Papato, godiamocelo», es decir, «Puesto que Dios nos ha dado el papado, disfrutémoslo».
El deseo de beneficiar a sus familiares le inspiró la idea de formar un ducado con los territorios de Parma, Piacenza, Reggio y Módena para que fuese gobernado por su hermano Juliano II de Médicis y obtener su casamiento con Filiberta de Saboya, o la de separar el ducado de Urbino de las posesiones de la Iglesia para entregarlo a su sobrino Lorenzo II de Médici, señor de Florencia, hecho que empezó la Guerra de Urbino. La decisión de León X de entregar el ducado de Urbino a su sobrino, fue para obtener un vasallo leal a la Santa Sede en lugar del anterior duque Francesco Maria della Rovere que había apoyado la invasión francesa de Italia.
Tampoco faltaron episodios violentos en su papado. En 1520 atrajo mediante engaños a Roma a Gian Paolo Baglioni, señor de Perusa, que mantenía unas relaciones tirantes con el propio León X. Al día siguiente de su llegada Baglioni fue arrestado por la Guardia Pontificia, y posteriormente torturado y decapitado en el Castillo de Sant'Angelo. El pontífice consiguió de esta manera apoderarse de la ciudad de Perusa y sus territorios adyacentes.

## El protestantismo

### Situación del papado
La construcción de la nueva Basílica de San Pedro emprendida por Julio II demandaba cuantiosas inversiones de oro y plata, metales agotados en las arcas de la Santa Sede; había que allegarlos por vía de tributos especiales y recaudaciones extraordinarias. Agobiados los Estados Pontificios por las cada vez más abultadas medidas fiscales, continuó el papa al socorrido recurso de la venta de indulgencias; comenzada por su antecesor Julio II, publicó una bula el 31 de marzo de 1515 solicitando los donativos de los fieles cristianos para continuar la obra basilical.

### Catalizador de la rebelión de Lutero
Johann Tetzel, fraile alemán comisionado por el papa León X, pretendió recolectar grandes sumas de dinero vendiendo indulgencias, esto es, el perdón de la pena temporal debida por los pecados, a cambio de un pago previamente establecido; entre otras consideraciones, esto fue motivo para una indignada respuesta del fraile agustino Martín Lutero que publicó las noventa y cinco tesis en 1517, e inició así el movimiento llamado luteranismo.

### Condena papal
León X condenó las tesis luteranas (que se estaban propagando por Alemania y Europa mediante la imprenta) en 1520 mediante la bula Exsurge Domine, que Lutero quemó públicamente y, al no arrepentirse, el papa pronunció su excomunión y la de sus partidarios en 1521 mediante la bula Decet Romanum Pontificem.

## Fallecimiento
León X falleció el 1 de diciembre de 1521, en Roma. Su repentina enfermedad y muerte produjo varios rumores de envenenamiento.

## Sucesión
| Predecesor: Battista Maletta         | Abad comendatario de Morimondo 1483-1501             | Sucesor: Federico Sanseverino |
| Predecesor: Juan de Nápoles          | Abad comendatario de Montecasino 1483-1513           | Sucesor: Eusebio Fontana      |
| Predecesor: Giovanni Battista Orsini | Cardenal diácono de Santa Maria en Domnica 1492-1513 | Sucesor: Julio de Médici      |
| Predecesor: Rafael Sansoni Riario    | Cardenal protodiácono 29 de noviembre de 1503-1513   | Sucesor: Federico Sanseverino |
| Predecesor: Piero Soderini           | Señor de Florencia 1512-1513                         | Sucesor: Lorenzo II de Médici |
| Predecesor: Julio II                 | Papa 11 de marzo de 1513-1 de diciembre de 1521      | Sucesor: Adriano VI           |